# 長野県道308号小岩岳穂高停車場線
長野県道308号小岩岳穂高停車場線（ながのけんどう308ごう こいわだけほたかていしゃじょうせん）は、長野県安曇野市穂高を通る一般県道。

## 概要

### 路線データ
- 起点：安曇野市穂高有明小岩岳（長野県道25号塩尻鍋割穂高線交点）
- 終点：安曇野市穂高（大糸線穂高駅）

## 交差する道路
- 長野県道25号塩尻鍋割穂高線
- 長野県道317号穂高停車場線
- 長野県道309号塚原穂高停車場線
- 長野県道432号柏原穂高線

## 周辺
- 穂高温泉
- 安曇野山岳美術館
- 安曇野ジャンセン美術館
- 夢穂高美術館
- 安曇野市立穂高西中学校
- 大糸線穂高駅